# Château Angélus
Pour les articles homonymes, voir Angélus (homonymie).

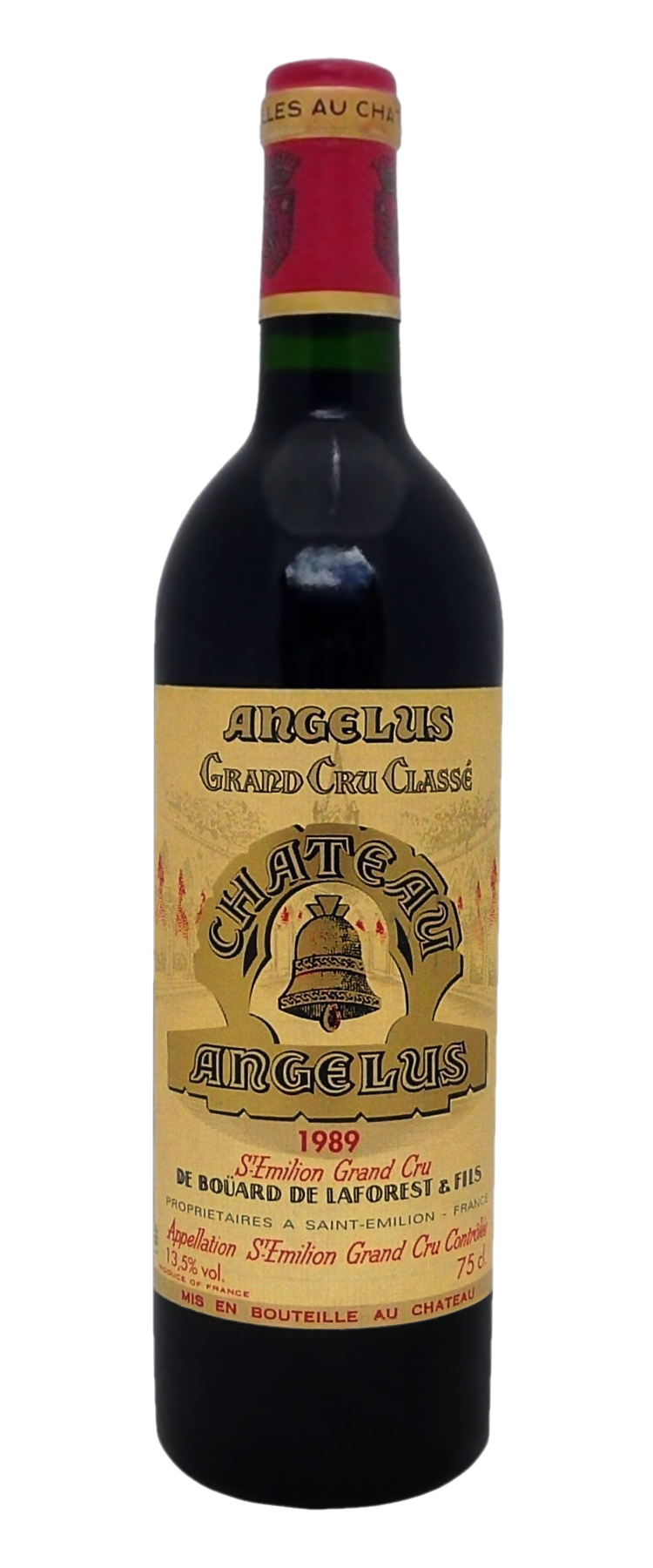
Une bouteille de Château Angélus 1989.

Château Angélus est un domaine viticole familial de 42 hectares à Saint-Émilion en Gironde. En AOC saint-émilion grand cru, il est classé premier grand cru classé A dans le classement des vins de Saint-Émilion de 2012 et renonce à soumettre une candidature au classement en 2022.

## Histoire
Le domaine doit son nom à la situation du vignoble, d'où les vignerons pouvaient entendre sonner l'angélus aux clochers des trois églises environnantes : la chapelle de Mazerat, l'église Saint-Martin de Mazerat et celle de Saint-Émilion.
La propriété familiale des de Boüard de Laforest aurait été fondée en 1782 et les dirigeants actuels représenteraient la huitième génération de la famille sur la propriété. C'est cette année-là que Jean de Boüard (né en 1745, mort en 1801) serait arrivé à Saint-Émilion et y aurait acheté des terres. Les archives familiales et les recherches de l'historien Michel de Boüard ignorent ou démentent de tels faits, : Jean est garde du corps du Roi de 1766 à 1791, ce qui l’oblige à des absences fréquentes de son domaine de Laforest situé sur les deux paroisses du Pizou (Dordogne) et de Saint-Antoine-sur-l'Isle (Gironde). Il est le plus souvent soit à Versailles, soit à Troyes. Pendant ses absences son épouse s'occupe activement du domaine. Il assume ensuite des responsabilités militaires comme commandant des troupes nationales de la paroisse du Pizou (1790) et comme commandant général des troupes nationales de la légion du nord du district de Libourne (1792 et 1793). Il réside toujours sur son domaine de Laforest. En 1794, il est officier municipal à Villefranche-de-Longchat où il habite dans une petite maison. Il y décède en 1801. De plus, sa situation financière n'est guère brillante. Dans les années 1780, il commence par se défaire de quelques éléments de son domaine de Laforest vendu en 1795. Il laisse des dettes que ses héritiers doivent éponger, ce qui n'aurait pas permis à Jean de Boüard d'acheter des vignobles à Saint-Émilion en 1782.
Au XIXe siècle, dans les archives municipales de Saint-Émilion, le patronyme des de Boüard n'est mentionné ni sur les registres de l'état civil, ni sur les listes nominatives des recensements, ni sur les matrices du cadastre napoléonien. Aucun de Boüard n'y est donc résident ou propriétaire. Le patronyme de Boüard apparaît pour la première fois à Saint-Émilion dans le dénombrement de 1911 de la commune, avec Maurice de Boüard, résident et propriétaire-exploitant à Mazerat.
En 1910, Maurice de Boüard hérite du Château Mazerat (environ 6 hectares) à Saint-Émilion de Jeanne Eugénie Souffrain et y réside avec sa première épouse et sa fille.
Veuf en 1920, il se remarie en 1921 avec Elisabeth Bouchet qui achète en 1922 le clos l'Angélus (2,41 hectares) à la Société Bernheim.
En 1927 Elisabeth achète « Jean du Mayne » (4,041 hectares)à Jean Albert Seignat propriétaire à Saint-Émilion.
Le Château Mazerat (« Comte Maurice de Boüard propriétaire ») et l'Angélus (« Comtesse Elisabeth de Boüard de Laforest propriétaire ») restent deux propriétés distinctes jusqu'à la dernière guerre.
En 1942 Maurice de Boüard fait une donation entre vifs à titre de partage anticipé à ses quatre enfants : le Château de Mazerat à ses fils Jacques, Christian et Alain, sous réserves de jouissance en son nom et en celui de son épouse Elisabeth Bouchet de leur vivant, et 175 000 francs (quart de la valeur estimée de la propriété) à sa fille Marie née de son premier mariage.
Le Château Daugay (5 hectares) acheté en 1920 par Henriette Romieux, sœur de Maurice de Boüard, est racheté en viager par Christian de Boüard en 1946. Il est rattaché au Château l’Angélus jusqu’en 1985. A cette date il retrouve son autonomie sous la direction de Christian de Boüard puis de sa seconde fille Hélène Grenié.
Leurs trois fils Jacques, Christian et Alain reprenant la propriété, la Société Civile « Châteaux Mazerat et l'Angélus » (16,0574 hectares) a été constituée le 6 juillet 1946 pour une durée de 99 ans à compter du 15 avril 1946. Les deux domaines ainsi que Jean du Mayne et Daugay produisent alors sous le seul nom de Château l'Angélus (« de Boüard de Laforest & Fils propriétaires »),.
Le 16 juin 1955, lors du premier classement de Saint-Émilion, le domaine est admis au rang Grand cru Classé.
Alain se retire de la Société Civile du Château l'Angélus en 1961.
En 1985, Hubert de Boüard de Laforest, alors jeune œnologue, reprend l'exploitation familiale et y applique de nouvelles techniques. L'œnologue-conseil Michel Rolland participe au renouveau du domaine qui le consulte dès le début des années 1980. En 1987, Jean-Bernard Grenié, époux d'Hélène fille de Christian de Boüard, rejoint Hubert à la direction de la propriété.
Constitution du groupement foncier agricole "Châteaux Mazerat et Angélus" en 1990.
La Société Angélus est créée en 1995, sous la forme juridique d'une société anonyme à directoire et conseil de surveillance. En 1996, le château Angélus accède au rang de premier grand cru classé B. 
En 2012, il est élevé au rang de premier grand cru classé A. Toujours en 2012, Stéphanie de Boüard-Rivoal, fille d'Hubert et petite-fille de Jacques de Boüard, devient co-directrice du Château Angélus. Elle est rejointe entre 2016 et 2019 par son cousin Thierry Grenié, fils de Jean-Bernard Grenié et d'Hélène de Boüard, et petit-fils de Christian de Boüard. C'est la quatrième génération de la famille qui arrive aux commandes de la propriété.

## Vignoble
Le vignoble se situe dans un amphithéâtre naturel, sur la côte et le pied de côte sud de Saint-Émilion, qui concentre les températures chaudes l’été et augmente la précocité. Le sol est naturellement drainé par la pente. La répartition entre calcaire et argile permet une alimentation régulière en eau et en minéraux.
Les porte-greffes sont adaptés au terroir et les cépages répartis en fonction des sols : merlots sur la côte (plus argileuse) et cabernets francs sur les sols sablo-argilo-calcaires du pied de côte. Signature de Château Angélus, la forte proportion de cabernet franc dans l’assemblage. L'encépagement est composé à environ 51 % de merlot, 47 % de cabernet franc et 2 % de cabernet sauvignon. Certaines années la part du cabernet franc dépasse même celle du merlot.
Les vignes sont cultivées pour partie enherbées.
En mars 2018, Stéphanie de Boüard-Rivoal annonce le passage de l'intégralité du vignoble à l'agriculture biologique. Château Angélus est le premier grand cru classé A à se convertir au bio.

## Vinification
Hubert de Boüard de Laforest et Emmanuelle d’Aligny-Fulchi sont les œnologues de la propriété. La vinification du grand vin « Château Angélus » se fait en cuves béton, bois et inox. La mise en barriques neuves s’opère immédiatement après écoulage et l'élevage dure de 18 à 24 mois en barriques neuves. La mise en bouteille a lieu au château 20 à 26 mois après la récolte.
Le domaine produit depuis 1987, le « Carillon d'Angélus », issu d'un terroir différent de Château Angélus. Il n'est pas considéré comme un second vin par le domaine qui souhaite lui donner une identité et un style propre.
Enfin le Château produit le « No 3 d'Angélus », à partir d'une sélection de jeunes vignes du domaine. C'est un vin à dominante merlot (85 à 90%), destiné à être consommé dès sa sortie des chais. Il se caractérise par des arômes de fruits, rondeur et finesse.

## Affaires judiciaires
Selon le livre Vino Business en 2014 de la journaliste d'investigation Isabelle Saporta, Hubert de Boüard serait juge et partie dans l'établissement du classement des vins de Saint-Émilion,,. À la suite de la parution du livre, Hubert de Boüard attaque l'auteur et son éditeur en diffamation : il est débouté par le tribunal correctionnel de Paris en 2016, puis par la cour d'appel de Paris en 2017, concédant que le livre donne au viticulteur « une image extrêmement péjorative » mais « aucun des propos retenus ne peut être considéré comme diffamatoire ». 
En septembre 2018, Hubert de Boüard est mis en examen pour prise illégale d’intérêts dans le cadre du classement de Saint-Émilion,. En janvier 2019, le procureur de la république chargé de l'affaire requiert un non-lieu en attente du verdict du juge du tribunal de grande instance qui a un mois pour prendre connaissance des dernières observations des parties.
Le 2 juillet 2020, la cour d'appel de Bordeaux a validé le renvoi devant le tribunal correctionnel de Hubert de Boüard et Philippe Castéja soupçonnés de conflits d'intérêts. La cour avait été saisie d'un appel des deux propriétaires viticoles et du parquet (septembre 2019) qui contestaient l'ordonnance de renvoi signée par une juge d'instruction le 16 août 2019.
L'affaire, aux nombreux rebondissements, avait démarré en 2013 à la suite des plaintes de trois exploitations familiales - Croque-Michotte, Corbin-Michotte et La Tour du Pin Figeac - accusant les deux hommes d'avoir été « juges et parties » dans le classement de 2012.
Le 25 octobre 2021, il est condamné à 60 000 € d'amende, dont 20 000 avec sursis, pour prise illégale d'intérêts dans le classement 2012 des grands crus de Saint-Emilion. Philippe Castéja est relaxé.             

## Résultats économiques
Le domaine a produit un chiffre d'affaires de 15 453 600 € pour un résultat net de 2 251 600 € en 2017.

## Arts

### Apparitions au cinéma
Le Château Angélus est régulièrement apparu au cinéma, figurant notamment dans :
- Casino Royale (2006) de Martin Campbell avec Daniel Craig et Eva Green ;
- La Môme (2007) de Olivier Dahan avec Marion Cotillard et Jean-Pierre Martins ;
- Dialogue avec mon jardinier (2007) de Jean Becker avec Daniel Auteuil et Jean-Pierre Darroussin ;
- Requiem pour une tueuse (2011) de Jérôme Le Gris, avec Clovis Cornillac, Mélanie Laurent et Tchéky Karyo ;
- Spectre (2015) de Sam Mendes avec Daniel Craig et Christoph Waltz ;
- À Vif ! (2015) de John Wells avec Bradley Cooper ;
- Un plus une (2015) de Claude Lelouch avec Jean Dujardin, Elsa Zylberstein et Christophe Lambert.

### Collaborations artistiques
Le Château Angélus collabore avec des artistes, tels que :
- L'illustrateur Floc'h à travers le projet « The Angélus by Floc'h »[24].
- Le pianiste Yaron Herman, compositeur de l'identité sonore du Château Angélus.